# Drôles d'oiseaux (film, 2012)
Pour les articles homonymes, voir Drôles d'oiseaux.
Ne doit pas être confondu avec Drôles d'oiseaux (film, 2017).
Pour plus de détails, voir Fiche technique et Distribution.
Drôles d'oiseaux (Zambezia) est un film d'animation sud-africain réalisé par Wayne Thornley, produit par le studio Triggerfish Animation, et sorti en Afrique du Sud en 2012. Réalisé en images de synthèse et employant la technique du cinéma en relief, ce long métrage relate les aventures d'un jeune faucon qui part découvrir le monde et apprend à se réconcilier avec son père, Tendai.

## Synopsis
Le jeune faucon Kai s'ennuie au quotidien dans l'avant-poste peu animé où il mène une vie austère sous l'égide de son père, Tendai. Il lui est interdit de s'aventurer au-delà de la frontière du Katungu, mais il soupçonne l'existence d'un monde bien plus intéressant au-delà. Un jour, il fait accidentellement la rencontre de deux oiseaux venus d'ailleurs : Gogo, un jabiru femelle, et Tini, un tisserin femelle, sa copilote. Toutes deux lui parlent avec enthousiasme de Zambezia, une grande ville d'oiseaux, située plus loin le long du fleuve. Au cours d'une dispute avec son père, Kai découvre que Tendai connaissait l'existence de cette ville passionnante et s'y est même rendu lui-même par le passé, mais lui avait dissimulé son existence jusque-là. Scandalisé et en colère contre son père, le jeune faucon quitte son foyer et suit le cours du fleuve jusqu'à Zambezia.
Zambezia se trouve sur un majestueux baobab perché sur les rives des chutes Victoria. Au moment de l'arrivée de Kai, la ville bruit des préparatifs de la Fête du printemps. Il y admire surtout les cascades de la patrouille des Ouragans, protecteurs et secouristes. Kai rencontre Eeze, un engoulevent qui lui fait découvrir la ville, et, par son intermédiaire, il croise la route de Zoe, un élanion femelle : elle est la fille de Sekhuru, le fondateur de Zambezia et fait une forte impression sur Kai. Malheureusement, celui-ci perturbe par accident les préparatifs de la fête du Printemps, et ne se fait pas bien voir. Il commence à se rattraper lorsqu'il fait la preuve de ses talents en vol et est engagé parmi les Ouragans.
Mais pendant ce temps, dans l'ombre, un complot menace de bouleverser la vie de la cité. Les marabouts, lassées de vivre des déchets de la ville, ont fait alliance avec Budzo, un varan colossal et sournois, qui met au point avec eux un plan pour prendre le pouvoir à Zambezia. Lorsque Budzo capture Tendai, le père de Kai, ainsi que l'ensemble des tisserins de la ville, dont Tini, Kai doit apaiser son ancienne colère envers son père et agir conjointement avec les Ouragans pour sauver sa famille et Zambezia tout entière.

## Fiche technique
- Titre original : Zambezia
- Titre français : Drôles d'oiseaux
- Réalisation : Wayne Thornley

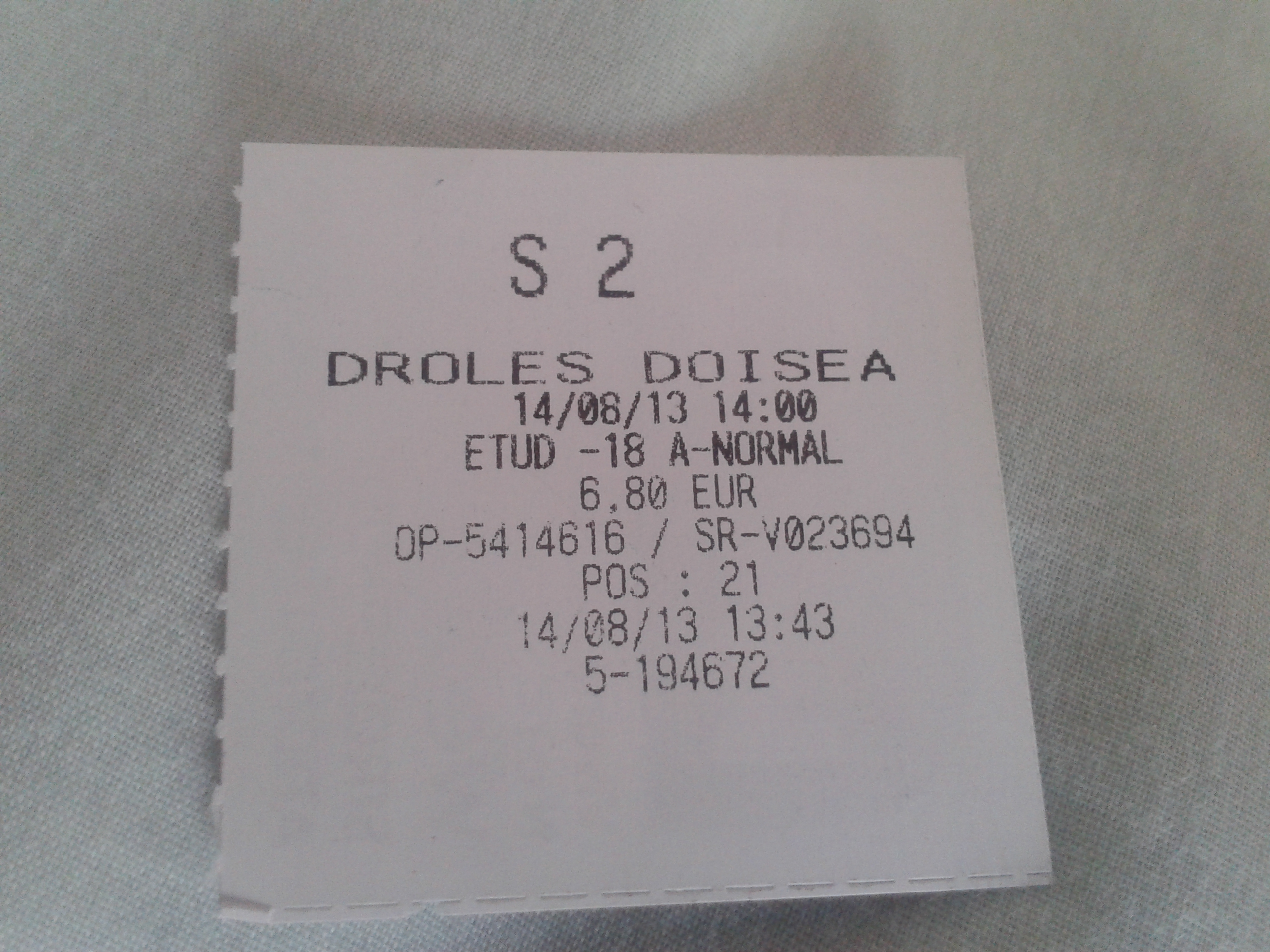
Place de cinéma pour la première séance de Drôles d'oiseaux au Cinéville d'Hénin-Beaumont, le 14 août 2013.

- Scénario : Andrew Cook, Raffaella Delle Donne, Anthony Silverston, Wayne Thornley
- Musique originale : Bruce Retief
- Création des décors : Allan Cameron
- Montage : Michel Smit, Paul Speirs
- Distribution des rôles : Ned Lott
- Studio de production : Triggerfish Animation Studios (en)
- Pays :  Afrique du Sud
- Langue : anglais
- Budget estimé : 20 millions de dollars[1]
- Durée : 83 minutes
- Dates de sortie :
  -  Afrique du Sud : 3 juillet 2012
  -  Belgique : 6 février 2013[2]
  -  États-Unis : 6 août 2013
  -  France : 5 juin 2012 (Festival d'Annecy), 14 août 2013 (sortie en salles)[2],[3]
- Dates de sortie DVD :
  -  Afrique du Sud :
  -  Belgique :
  -  États-Unis : 6 août 2013
  -  France : 14 décembre 2013

## Distribution

### Voix originales
- Jeremy Suarez : Kai
- Abigail Breslin : Zoe
- Samuel L. Jackson : Tendai
- Jeff Goldblum : Ajax
- Leonard Nimoy : Sekhuru
- Richard E. Grant : Cecil
- Jenifer Lewis : Gogo
- Jim Cummings : Budzo / marabouts
- Jamal Mixon : Ezee
- David Shaughnessy : Morton
- Noureen DeWulf : Pavi
- Tania Gunadi : Tini
- Deep Roy : Mushana
- Phil LaMarr : l'oiseau annonceur
- Corey Burton : Neville
- Tress MacNeille : l'épouse de Neville
- Tom Kenny : voix de marabouts
- Sam Riegel : voix des Cyclones
- Lee Duru : la nourrice
- Zolani Mahola : un tisserin
- Nik Rabinowitz : voix des Cyclones
- Keeno Lee Hector : voix des Cyclones
- Wayne Thornley : voix de marabouts
- Kelly Stables : un oiseau
- Kristen Rutherford : un oiseau
- Jon Olson : voix de marabouts
- Brent Palmer : voix d'un marabout

### Voix françaises
- Benjamin Bollen : Kai
- Joséphine Ropion : Zoe
- Thierry Desroses : Tendai
- Maïk Darah : Gogo
- Féodor Atkine : Drago
- Lucien Jean-Baptiste : Ezee /Jed
- Bernard Alane : marabout / Cecil / César
- Pierre Santini : Aja / Major/ Général
- Marc Cassot : Sekhuru
- Nicolas Marié : Morton
- Maeva Méline : Tini / Mini
- Jean-Claude Donda : Mushana
- Déborah Perret : Gossip Bird 1
- Virginie Ledieu : Gossip Bird 2

### Voix québécoises
- Hugolin Chevrette-Landesque[4] : Kai
- Catherine Brunet : Zoé
- Sylvain Hétu : Tendai
- Frédéric Desager : Ajax
- Jean-Marie Moncelet : Sekhuru
- Johanne Garneau : Gogo
- Denis Mercier : Budzo
- Olivier Visentin : Ezee
- Jacques Lavallée : Cecil

## Distinctions
Fin juillet 2012, le film reçoit le Prix du Meilleur film sud-africain au Festival international du film de Durban. En décembre de la même année, Zambezia fait partie des films en compétition lors de la 40e cérémonie des Annie Awards, où il fait partie des nommés dans deux catégories : « Musique dans un long métrage animé » (Music in an Animated Feature Production) pour le compositeur Bruce Retief, et « Meilleur acteur de doublage dans un long métrage d'animation » (Voice Acting in an Animated Feature Production) pour Jim Cummings.